# Videž
Videž je naselje v Občini Slovenska Bistrica.